# October 1
October 1 es una película nigeriana de suspenso de 2014 dirigida por Kunle Afolayan y escrita por Tunde Babalola. Protagonizada por Sadiq Daba, Kayode Olaiya, David Bailie, Kehinde Bankole, Kanayo O. Kanayo, Fabian Adeoye Lojede, Nick Rhys, Kunle Afolayan, Femi Adebayo, Bimbo Manuel, Ibrahim Chatta y Demola Adedoyin, contó con la aparición especial de la diseñadora Deola Sagoe.

## Sinopsis
Ambientada en la Nigeria colonial, narra la historia de Danladi Waziri, un agente de policía de la Nigeria septentrional que está destinado en una remota ciudad para investigar los frecuentes casos de asesinatos de mujeres en la comunidad y resolver el misterio antes de que se ice la bandera nigeriana el primero de octubre, Día de la Independencia de Nigeria.

## Casting, producción y estreno
El personaje principal de la película, Dan Waziri, planteó en particular un desafío durante el casting, ya que el director tenía un aspecto particular que quería para el personaje. Sadiq Daba fue finalmente seleccionado para el papel después de una serie de investigaciones, y por lo tanto marcó su regreso a la pantalla grande después de más de diez años de ausencia de la industria. La película recibió el patrocinio del Gobierno del Estado de Lagos, Toyota Nigeria, Elizade Motors, Guinness y Sovereign Trust Insurance. Fue rodada en Lagos y en el estado de Ondo durante más de cuarenta días con cámaras RED, luego de cuatro meses de preproducción. El diseño de producción fue realizado por Pat Nebo, quien trabajó con Afolayan en sus proyectos cinematográficos anteriores. Golden Effects se asoció con Haute Couture para proporcionar los trajes de época utilizados en el filme.
Tras varios aplazamientos, la película tuvo varias proyecciones especiales y finalmente se estrenó el 28 de septiembre de 2014. Para su estreno, los invitados se vistieran con trajes y peinados nativos de la década de 1960 y se realizaron visitas guiadas a los decorados utilizados en la película. October 1 tuvo una acogida positiva por parte de la crítica, que la elogió sobre todo por su diseño de producción, su fotografía y su exploración de temas como el tribalismo, el imperialismo occidental, la pedofilia, la homosexualidad, la unificación de Nigeria y también por establecer una fuerte conexión entre la cultura occidental y la causa de la actual insurgencia del grupo Boko Haram.

## Reparto
- Sadiq Daba es Danladi Waziri
- Kayode Aderupoko es Sunday Afonja
- Demola Adedoyin es Prince Aderopo
- Kehinde Bankole es Miss Tawa
- Kunle Afolayan es Agbekoya
- Fabian Adeoye Lojede es Omolodun
- Kanayo O. Kanayo es Okafor
- Ibrahim Chatta es Sumonu
- Bimbo Manuel es Canon Kuforiji
- Femi Adebayo es Banji
- Abiodun Aleja es Olaitan
- Nick Rhys es Winterbottom

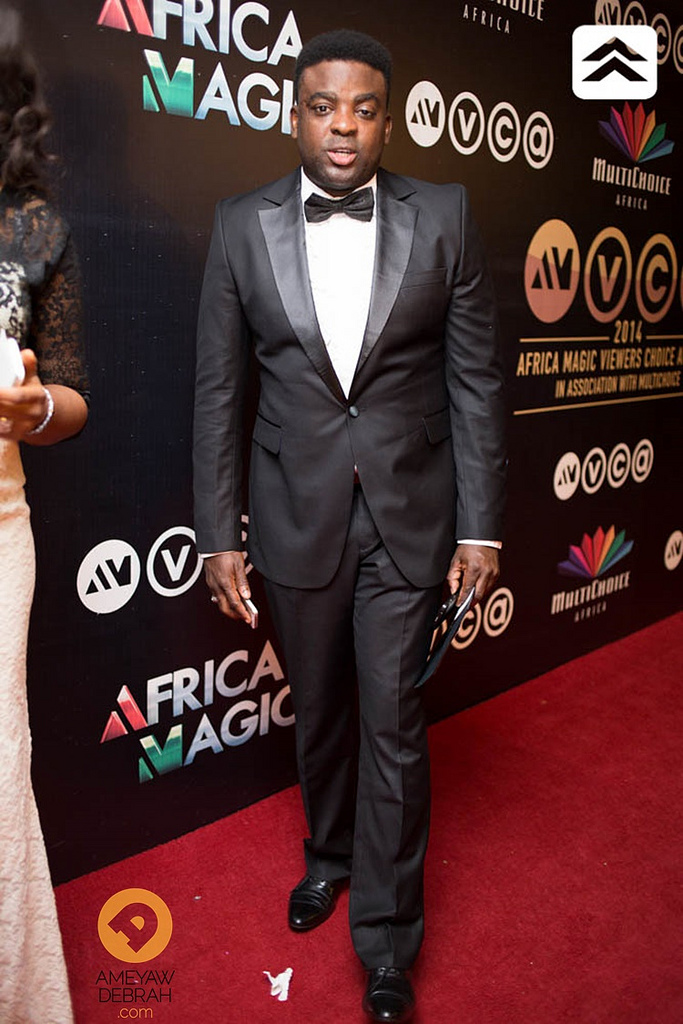
Kunle Afolayan dirigió y actuó en el filme

- Deola Sagoe es Funmilayo Ransome-Kuti
- David Bailie es Ackerman
- Colin David Reese es Dowling
- Lawrence Stubbings es Tomkins
- Ifayemi Elebuibon es Baba Ifa

## Premios y reconocimientos
| Evento                                  | Fecha de ceremonia       | Categoría                              | Receptores y nominados  | Resultado |
| --------------------------------------- | ------------------------ | -------------------------------------- | ----------------------- | --------- |
| Africa International Film Festival      | 16 de noviembre de 2014  | Mejor película                         | Kunle Afolayan          | Ganador   |
| Africa International Film Festival      | 16 de noviembre de 2014  | Mejor guion                            | Tunde Babalola          | Ganador   |
| Africa International Film Festival      | 16 de noviembre de 2014  | Mejor actor                            | Sadiq Daba              | Ganador   |
| Pan African Film Festival               | 16 de febrero de 2015    | Mejor narración                        | Kunle Afolayan          | Nominado  |
| Pan African Film Festival               | 16 de febrero de 2015    | Premio a los programadores             | Kunle Afolayan          | Ganador   |
| Africa Magic Viewers Choice Awards      | 7 de marzo de 2015       | Mejor película del año                 | Kunle Afolayan          | Ganador   |
| Africa Magic Viewers Choice Awards      | 7 de marzo de 2015       | Mejor director                         | Kunle Afolayan          | Ganador   |
| Africa Magic Viewers Choice Awards      | 7 de marzo de 2015       | Mejor película dramática               | Kunle Afolayan          | Nominado  |
| Africa Magic Viewers Choice Awards      | 7 de marzo de 2015       | Mejor actriz en una película dramática | Kehinde Bankole         | Ganador   |
| Africa Magic Viewers Choice Awards      | 7 de marzo de 2015       | Mejor edición de sonido                | Kulanen Ikyo            | Ganador   |
| Africa Magic Viewers Choice Awards      | 7 de marzo de 2015       | Mejor edición                          | Mike Steve Adeleye      | Nominado  |
| Africa Magic Viewers Choice Awards      | 7 de marzo de 2015       | Mejor dirección de arte                | Pat Nebo                | Ganador   |
| Africa Magic Viewers Choice Awards      | 7 de marzo de 2015       | Mejor fotografía                       | Yinka Edward            | Nominado  |
| Africa Magic Viewers Choice Awards      | 7 de marzo de 2015       | Mejor diseño de vestuario              | Deola Sagoe, Obijie Oru | Ganador   |
| Africa Magic Viewers Choice Awards      | 7 de marzo de 2015       | Mejor guion de una película dramática  | Tunde Babalola          | Ganador   |
| Africa Magic Viewers Choice Awards      | 7 de marzo de 2015       | Mejor diseño de iluminación            | Lanre Omofaye           | Ganador   |
| Africa Magic Viewers Choice Awards      | 7 de marzo de 2015       | Mejor maquillaje                       | Lola Maja               | Ganador   |
| Premio de la Academia del Cine Africano | 26 de septiembre de 2015 | Mejor película                         | Kunle Afolayan          | Nominado  |
| Premio de la Academia del Cine Africano | 26 de septiembre de 2015 | Mejor director                         | Kunle Afolayan          | Nominado  |
| Premio de la Academia del Cine Africano | 26 de septiembre de 2015 | Mejor actor protagónico                | Sadiq Daba              | Ganador   |
| Premio de la Academia del Cine Africano | 26 de septiembre de 2015 | Mejor actor revelación                 | Demola Adedoyin         | Nominado  |
| Premio de la Academia del Cine Africano | 26 de septiembre de 2015 | Mejor película nigeriana               | Kunle Afolayan          | Ganador   |
| Premio de la Academia del Cine Africano | 26 de septiembre de 2015 | Logros de edición                      | Mike Steve Adeleye      | Nominado  |
| Premio de la Academia del Cine Africano | 26 de septiembre de 2015 | Logros de vestuario                    | Deola Sagoe, Obijie Oru | Ganador   |
| Premio de la Academia del Cine Africano | 26 de septiembre de 2015 | Logros de diseño de producción         | Yinka Edward            | Nominado  |